# AtlasGlobal Ukraine
AtlasGlobal Ukraine war eine ukrainische Fluggesellschaft mit Sitz in Lwiw und Basis auf dem Flughafen Lwiw. Sie ist eine Tochtergesellschaft der AtlasGlobal und hat den Flugbetrieb derzeit eingestellt.

## Geschichte
AtlasGlobal Ukraine wurde 2013 von der türkischen AtlasGlobal als Atlasjet UA gegründet. 
Im November 2019 stellte die türkische Muttergesellschaft aufgrund von finanziellen Schwierigkeiten den Flugbetrieb bis zum 21. Dezember 2019 vorübergehend ein. Von dieser Maßnahme ist auch AtlasGlobal Ukraine betroffen.

## Flugziele
AtlasGlobal Ukraine bedient lediglich eine Verbindung von Charkiw nach Istanbul und zurück.

## Flotte

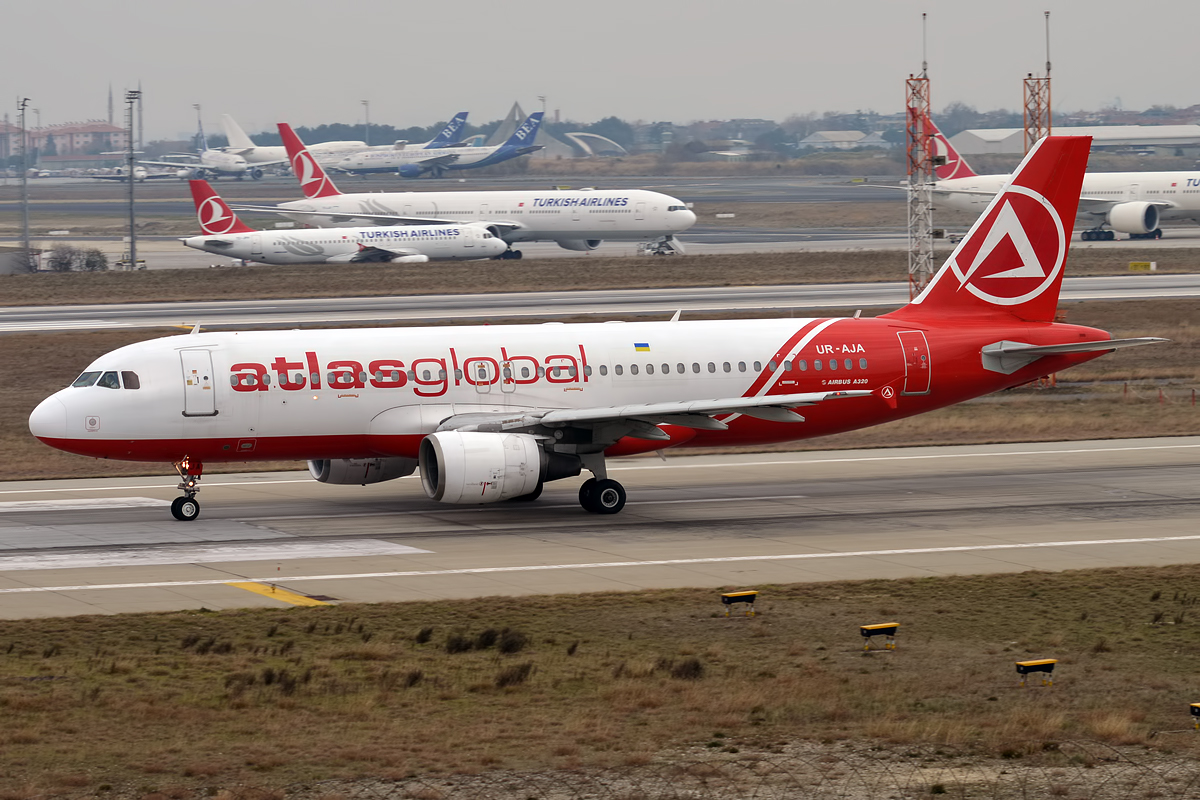
AtlasGlobal Ukraine, UR-AJA, Airbus A320-214

Mit Stand November 2019 besteht die Flotte der AtlasGlobal Ukraine aus einem Flugzeug mit einem Alter von 19 Jahren:
| Flugzeugtyp     | Luftfahrzeugkennzeichen | Anmerkungen |
| --------------- | ----------------------- | ----------- |
| Airbus A320-200 | UR-AJD                  |             |